# Siebera pungens
Siebera pungens là một loài thực vật có hoa trong họ Cúc. Loài này được (Lam.) DC. miêu tả khoa học đầu tiên năm 1838.